# Korea Expressway Corporation
A Korea Expressway Corporation é uma empresa sul-coreana responsável por operar e cobrar os pedágios que circulam em todo o país.